# Matija Bećković

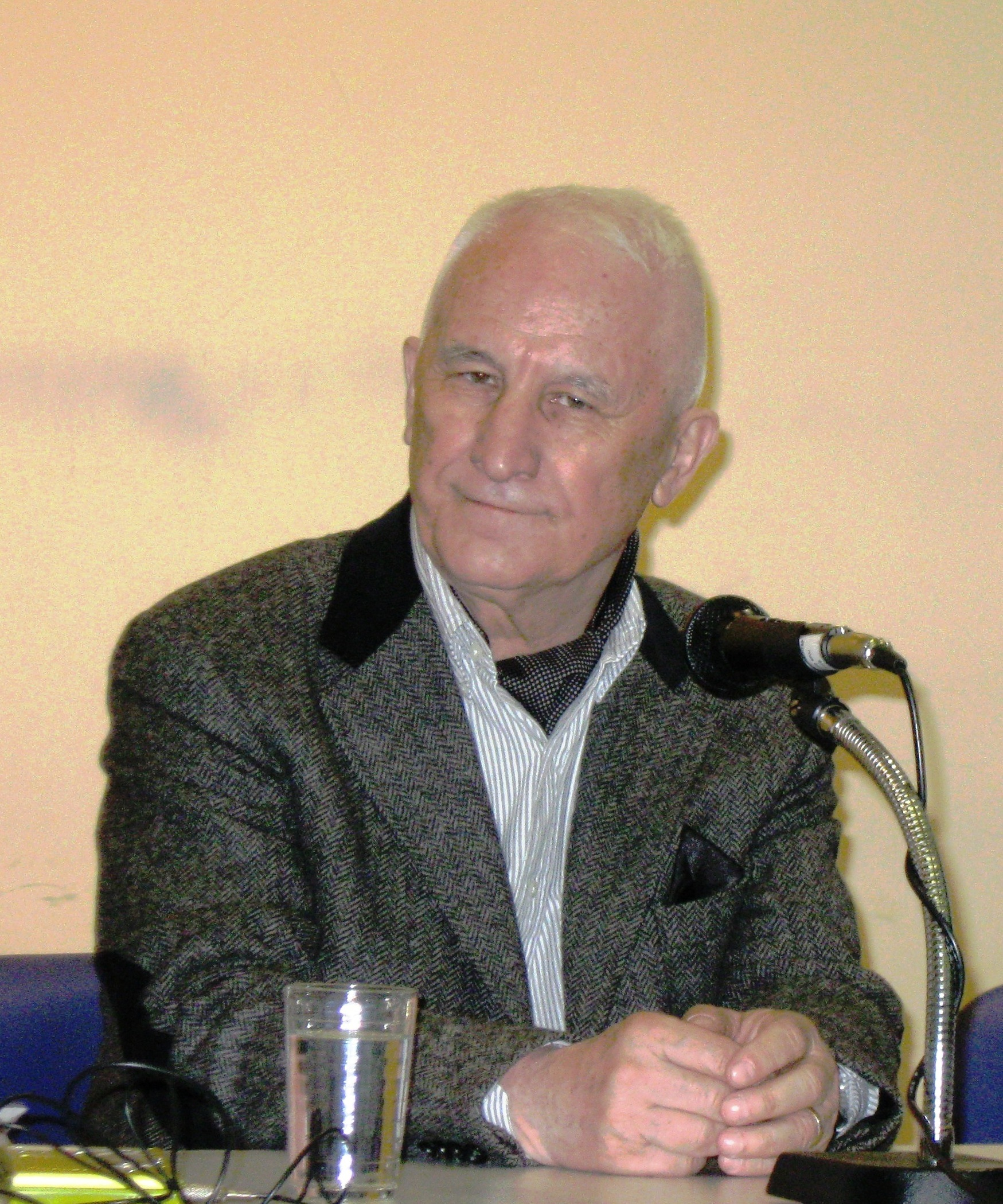

Matija Bećković (serbisch-kyrillisch Матија Бећковић; * 29. November 1939 in Senta) ist ein serbischer Dichter montenegrinischer Herkunft. Er ist ständiges Mitglied der Serbischen Akademie der Wissenschaften und Künste.

## Leben
Bećković wurde in Senta, in der Nord-Serbischen Provinz Vojvodina im damaligen Königreich Jugoslawien als Sohn montenegrinischer Serben geboren. Das Gymnasium schloss er in Valjevo 1958 ab. Danach zog er nach Belgrad und studierte dort Jugoslawische Literatur, wo er als freischaffender Autor bis heute lebt. Seit 1991 ist er ständiges Mitglied in der Serbischen Akademie der Wissenschaften und Künste.

## Poetischer Stil
Bećkovićs erster Gedicht-Band, ein langes surrealistisches Liebesgedicht Vera Pavladoljska erschien 1962; Metak lutalica im nachfolgenden Jahr. 1965 kam die Gedichtsammlung Tako je govorio Matija heraus, in der sich einige seiner bekanntesten frühen Gedichte finden. 1970 hatte er mit Reče mi jedan čoek seine erste Sammlung dialektischer Gedichte veröffentlicht; diese wurde von einer absurdistischen Essaysammlung gefolgt (Dr. Janez Paćuka: o medjuvremenu).
Er veröffentlichte zudem auch Dramen und ist insgesamt für seine engagierte, jedoch ironische Haltung, sowie seines dialektischen Bewusstseins auch für satirische Kommentare bekannt. Über die Verschmelzung montenegrinischer Phraseologie und Dialekts gehört er zu den medial stark rezipierten Autoren Serbiens.
Als die von Slobodan Milošević geführte Regierung Serbiens 1989 die Autonomie Kosovos  aufhob, schrieb er: „Kosovo ist der Äquator des serbischen Planeten (…). Hier wurde das Gedächtnis des serbischen Volkes auf die Zeit vor und nach dem Kosovo gestellt“. Der Schriftsteller Predrag Matvejević nannte ihn zusammen mit anderen Schriftstellern des früheren Jugoslawiens „fanatische Fundamentalisten, unterwegs in der falschen Sache...unsere Taliban“.